# Милета Лисица
Милета Лисица (Прибој, 12. јун 1966 — Нови Сад, 11. новембар 2020) био је српски кошаркаш. Играо је на позицијама крилног центра и центра.

## Каријера

### Почеци
Лисица је кошарку почео да тренира тек са 19 година. Каријеру је почео у Полиестеру из Прибоја, са којим је наступао у Првој Б лиги, да би 1991, на позив Борислава Џаковића прешао у тадашњег прволигаша, Слободу из Тузле. Иако је имао четворогодишњи уговор са Слободом, након једне сезоне је напустио клуб због почетка ратних дешавања у Босни и Херцеговини.

### Црвена звезда
Од сезоне 1992/93. је заиграо за Црвену звезду. Због повреде предњих укрштених лигамената пропустио је највећи део прве сезоне у клубу, али се опоравио у финишу лигашког дела и помогао екипи да стигне до шампионске титуле после паузе од две деценије. У плеј-офу је забележио 12 поена, од чега осам у финалној серији против Партизана, а Звезда је са 3:2 у победама освојила своју 13. титулу првака. Милета је на 14 одиграних сусрета у својој првој сезони у Звезди постигао 22 поена.
Након одласка неколицине главних играча у екипи (Илић, Обрадовић, Јовановић, Цветковић и још неколико млађих првотимаца), Звезди су даване мале шансе да одбрани трофеј, а уз то због санкција црвено-белима није било дозвољено да играју у Евролиги. Ипак, Саша Обрадовић се после неколико месеци вратио у Звезду из Лиможа, па екипа предвођена тренером Владиславом Лучићем поново постаје озбиљан претендент на трон. Већ 29. децембра 1993. у мечу Суперкупа Југославије црвено-бели освајају трофеј победом над екипом Инвест експорта (ОКК Београд) резултатом 83:78 уз осам поена Милете Лисице, 14 поена Саше Обрадовића и 22 поена капитена Александра Трифуновића. У тријумфу против београдског Радничког на гостовању (104:96) Лисица је убацио 29 поена, а Звезда је збирно нанизала чак 19 офанзивних скокова. Лисица је са 414 поена на 31 сусрету у лигашком делу (просек 13,4) био трећи стрелац тима иза Обрадовића (439) и Трифуновића (467).
Милета је у плеј-офу био један од водећих играча Црвене звезде. У полуфиналу против шабачке Иве забележио је 24 поена у тријумфу резултатом 97:76, да би у пет сусрета финалне серије против Партизана постигао 88 поена, од чега 23 у петом мечу, а црвено-бели су одбранили титулу са 4:1 у победама и то поново под вођством тренера Владислава Лучића. Милета Лисица је проглашен за МВП-ја финалне серије, а у плеј-офу 1994. године укупно је на 10 утакмица забележио 151 поен. Са укупно 646 поена на 47 мечева у сезони 1993/94. (просек 13,7 по утакмици) био је трећи стрелац свог тима. Испред њега су били Саша Обрадовић са 749 и Александар Трифуновић са 682 поена.

### Боровица
С обзиром да је земља због санкција била у изолацији, кошаркаши су тешко проналазили иностране ангажмане. Тако је Лисица за сезону 1994/95. прешао у тадашњег прволигаша Боровицу из Руме. Газда клуба из Руме је уложио велика финансијска средства, па су поред Лисице између осталих дошли и Зоран Сретеновић, Слађан Стојковић, Љубисав Луковић, Владимир Драгутиновић, док је са тренерске клупе екипу водио Жељко Лукајић.  Екипа Боровице је лигашки део сезоне 1994/95. завршила на другом месту а затим је стигла и до финала плејофа где је поражена од Партизана укупним резултатом 3:2 у победама.

### Повратак у Звезду
У Звезду се вратио већ следеће 1995/96 и уз још једног повратника, Небојшу Илића, био лидер екипе. Са 675 поена на 41 утакмици (16,5 по мечу) Лисица је био најбољи стрелац Црвене звезде, која је најдаље догурала у националном купу, где је стигла до полуфинала, а у плеј-офу домаћег првенства је заустављена од беочинског БФЦ-а у четвртфиналу. Укидањем санкција Звезда је почетком те сезоне одиграла прве мечеве у Европи после дуге паузе, али је руски Акваријус из Волгограда био успешнији, јер црвено бели нису надокнадили минус седам из првог сусрета. У Београду је било 78:76 за Звезду пред 6.000 гледалаца, а Лисица је био најефикаснији у тиму са укупно 32 поена на два европска дуела. У плеј-офу је са 16,3 поена по мечу такође био најбољи стрелац Звезде, као и у купу, где је на четири меча бележио 21 поен по утакмици. У победи црвено-белих против ФМП-а (76:74) у лигашком делу зауставио се на бројци од 33 поена.

### Пивоварна Лашко
Каријеру је наставио у словеначкој Пивоварни Лашко, где је играо од 1996. до 2001. године. У сезони 1996/97. бележио је просечно 18 поена и 11 скокова, да би у сезони 1997/98. био најбољи стрелац шампионата са 22,3 поена по мечу и други скакач лиге са девет ухваћених лопти у просеку, као и најбољи шутер за два поена са процентом шута од 72 одсто. У сезони 1998/99. бележио је 13,3 поена и 6,5 скокова. Наредне 1999/00. сезоне просечно је убацивао 15 поена и проглашен је за МВП-ја првенства, да би у својој последњој сезони у Лашком 2000/01, као 35-годишњак, био најбољи скакач лиге са 9,1 ухваћених лопти по мечу. Исте сезоне је у Сапорта купу бележио 17,4 поена и 9,7 скокова. Три пута је играо и на Ол-стар мечу словеначке лиге и по два пута у финалима купа и плеј-офа 1999. и 2000. године.

### Касније године
Од 2001. до 2003. је играо у француској Про А лиги. У Ле Ману је наступао у сезони 2001/02, уз учинак од 11 поена и 5,3 скока у Сапорта купу, док је на осам мечева у шампионату Француске бележио 11,8 поена и 7,4 скока. Играо је и за Лимож у сезони 2002/03, где је остварио учинак од 6,8 поена и 5,1 скок на 21 мечу.
У новембру 2003. се прикључио београдским Лавовима, са којима је провео остатак сезоне наступајући у Првој лиги СР Југославије. Наредну сезону је одиграо у Крагујевцу, потом је две године носио дрес Новог Сада а последњи ангажман је имао у словеначком Рудару из Трбовља.

## Остало
С обзиром да је дуги низ година играо у Словенији, Лисица је 2002. године добио и држављанство ове земље. Његови синови Раде (1997) и Ђорђе (1999) су се такође бавили кошарком. Старији Раде је играо за неколико клубова у Словенији, као и за новосадску Војводину.
Преминуо је 11. новембра 2020. године, у Новом Саду, после дуге и тешке болести.

## Успеси

### Клупски
Црвена звезда
- Првенство СР Југославије (2): 1992/93, 1993/94.
- Суперкуп СР Југославије (1): 1993.

### Појединачни
- Најкориснији играч финала плеј-офа Првенства СР Југославије (1):  1993/94.
- Најкориснији играч Првенства Словеније (1): 1999/00.
- Учесник Ол-стар утакмице Првенства Словеније (3): 1999, 2000, 2001.